# Peter Leon Serdoč
Peter Leon Serdoč (tudi Pedro Serdoch), argentinski salezijanec, učitelj in jezikoslovec slovenskega rodu, * 28. januar 1902, Mendoza, Argentina, † 3. marec 1961, Rodeo del Medio, provinca Mendoza.

## Življenje in delo
Rodil se je v družini izdelovalca sodov Franca in gospodinje Ivanke Serdoč rojene Čekada. Starša sta se na začetku 20. stoletja izselila v Argentino. Novi dom sta si ustvarila v Mendozi. Tam je oče že pred sinovim rojstvom umrl. Mladi Serdoč se je šolal v Mendozi, Rodeu del Medio in Bernalu, kjer se je leta 1919 pridružil družbi sv. Janeza Boska. V letih 1919−1923 je opravil obvezno vzgojno prakso ter študiral filozofijo in učiteljišče. S študijem bogoslovja je v letih 1923-1927 nadaljeval v Torinu in ga zaključil z doktoratom. V času študija je v Torinu navezal tesne stike s slovenskimi sošolci. Na šolske počitnice je hodil v Dolenje pri Jelšanah, mamin rojstni kraj. Pred povratkom v Argentino je pel novo mašo v Jelšanah, kar je bil za kraj velik dogodek.
Po vrnitvi v Argentino je opravljal učiteljski poklic. Učil je na šolah raznih stopenj v raznih krajih (npr. Rosario, Vignaud) ter v teh krajih imel istočasno tudi vodillne službe v redovni skupnosti. Daljše obdobje je deloval v mestu Mendoza (1934-1944). Tu je obnovil zavod Don Bosco. Za učence je začel izdajati in urejati mesečnik Don Bosco. Iz Mendoze je odšel v Tucamon, kjer je vodil vzgojno izobraževalni zavod General Belgrano (1943-1949) ter tu v tem času zgradil nov in sodobnim pedagoškim zahtevam ustrezen šolsko vzgojni zavod. Dobra pedagoška izobrazba mu je pri delu zagotovila uspeh. V vseh učnih zavodih je moral reševati težko gospodarsko stanje in urejati njihovo poslovanje. V vsakem pa je poleg arhiva uredil tudi knjižnico. Po letu 1949 je vse do smrti opravljal le manjše šolske obveznosti, istočasno pa se posvetil zbiranju gradiva za onomatološki slovar, ki ga je izdal leta 1952. V njem je analiziral več kot 2.500 lastnih imen. Slovar je bil med strokovnjaki sprejet z veliko naklonjenostjo.